# Ucho (Dolina Kieżmarska)

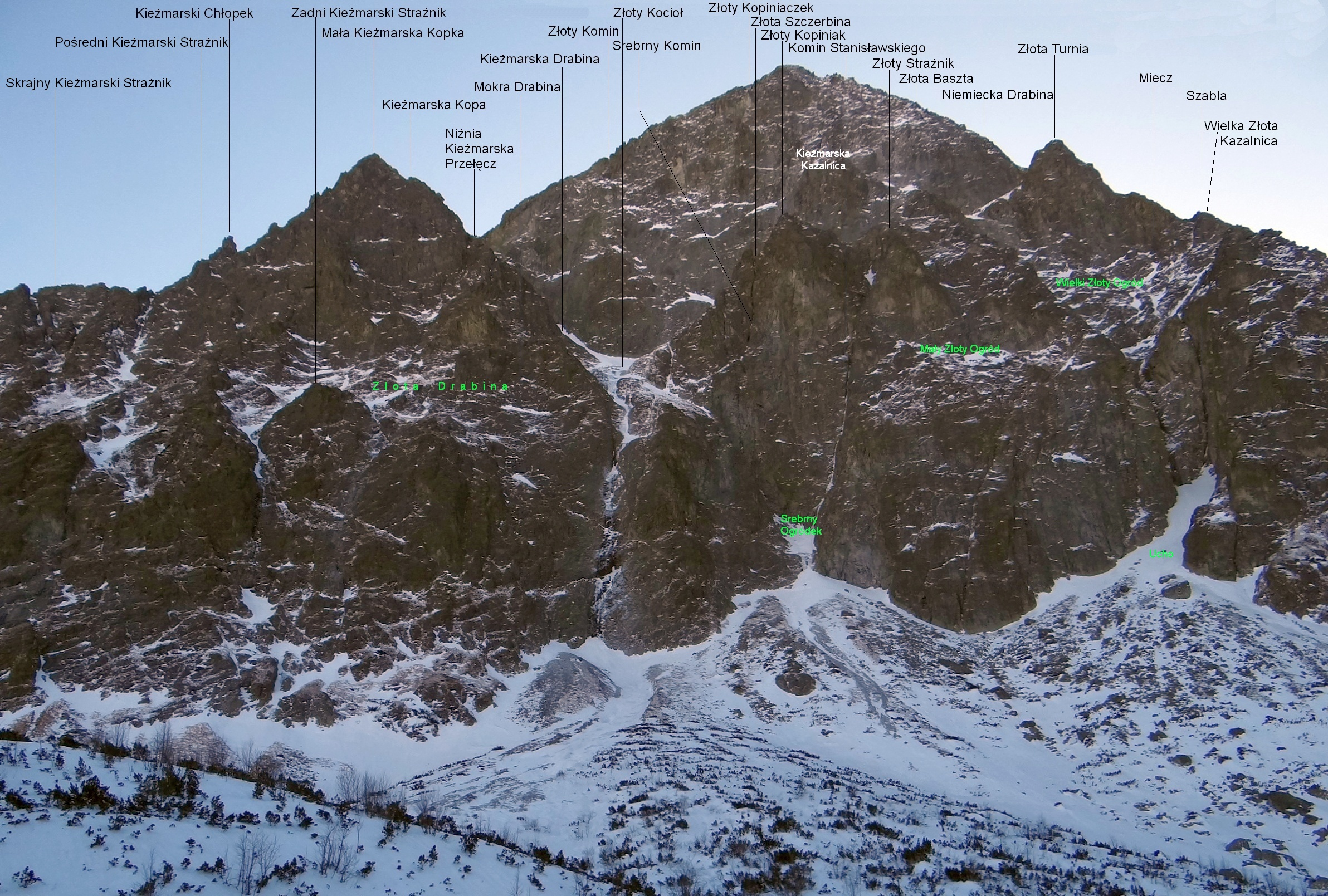
Widok z Doliny Zielonej Kieżmarskiej

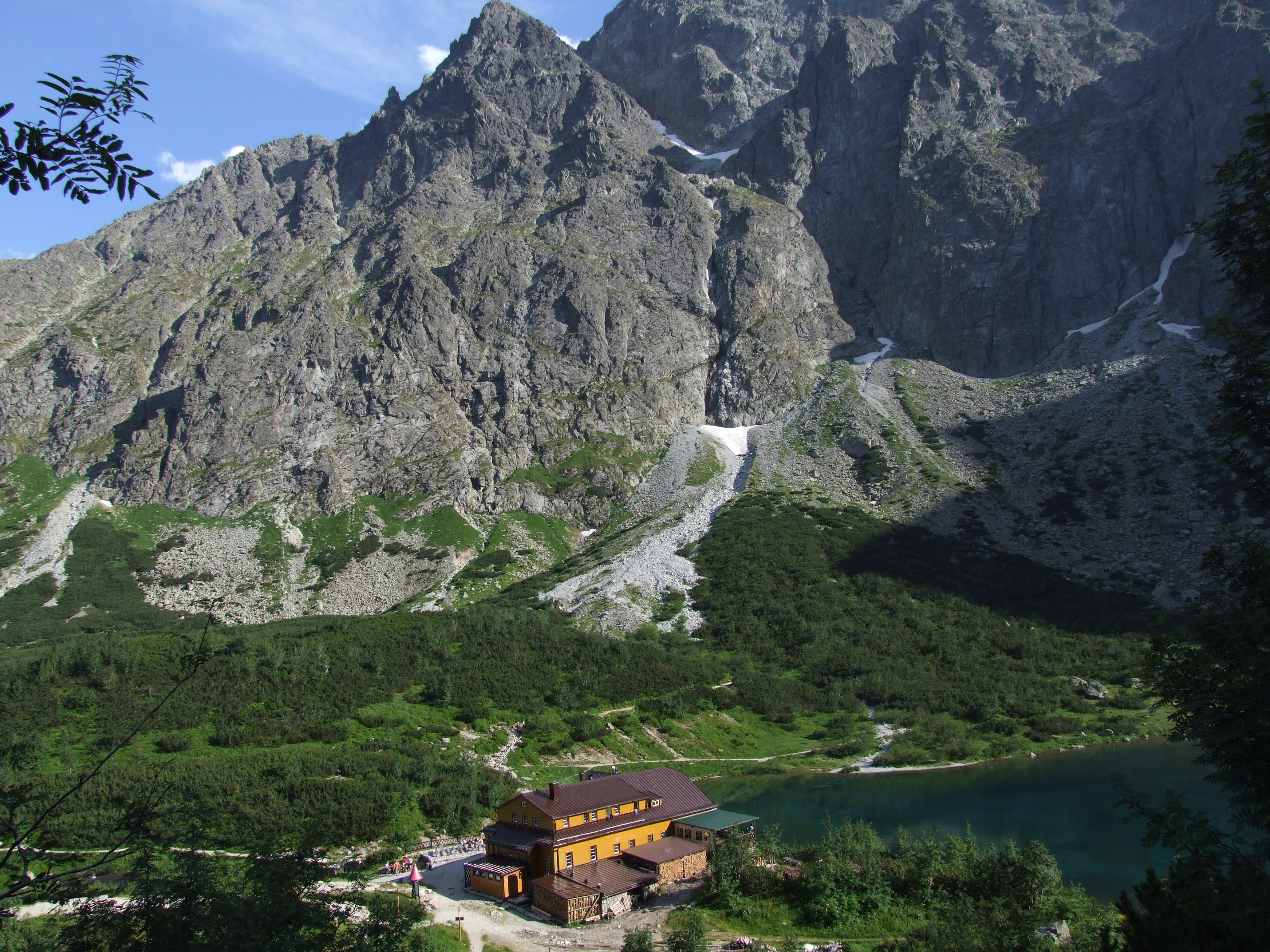
Piargi Srebrnego Ogródka i Ucha (po prawej stronie) nad Zielonym Stawem

Ucho (niem. Ohr, słow. Ucho, węg. Fül) – zatoka wcinająca się w podnóża północnej ściany Małego Kieżmarskiego Szczytu w słowackich Tatrach Zachodnich. Znajduje się w kotle lodowcowym Zielonego Stawu Kieżmarskiego i wcina się w ściany Wielkiej Złotej Kazalnicy, Złotej Turni i Złotej Baszty. Nad Uchem w ścianie Wielkiej Złotej Kazalnicy znajduje się głęboki komin o nazwie Szabla, w ścianę oddzielającą ją od wspólnej podstawy Złotej Baszty i Złotej Turni wcina się komin Miecz. Okruchy skalne opadające ze ścian otaczających Ucho i z kominów utworzyły duży stożek piargowy łączący się z piargiem Srebrnego Ogródka.

## Drogi wspinaczkowe
Ucho jest punktem startowym kilku dróg wspinaczkowych:
- Przez Miecz (do Wielkiego Złotego Ogrodu); trudność V w skali tatrzańskiej, A1, czas przejścia 6 h, pierwsze przejście J. Rakoncaj, V. Sochor, P. Toman, 1973
- Przez Szable (do Wielkiego Złotego Ogrodu); VI, A4, 10 h, Z.Cepela, O. Pochyly, J. Prochazka, P. Stribrny, 1972 (kruszyzna)
- Nirwana (do Niemieckiej Drabiny); VI,  A4, 18 h, P. Jackovic (solo), 2001
- Chrudimska cesta (do Niemieckiej Drabiny); 5, A2, 10 h, L. Palenicek, F. Pulpan, 1966
- Prawy Filar (do Złotej Baszty); V-,  A3, 16 h, B. Kadlcik, P. Mikus, J. Spanik, 1973